# Halichoeres prosopeion
Espèce
Synonymes
- Halichoeres prosopein (Bleeker, 1853)
- Halichoeres prosopein (Bleeker, 1853)
- Halichoeris prosopeion (Bleeker, 1853)
- Halichoeris prosopeion (Bleeker, 1853)
- Julis prosopeion Bleeker, 1853
- Julis prosopeion Bleeker, 1853

Statut de conservation UICN

 LC  : Préoccupation mineure
Halichoeres prosopeion, communément nommé labre bicolore, est un poisson osseux de petite taille de la famille des Labridae natif de l'Océan Pacifique occidental. 

## Description
Le labre bicolore est un poisson de petite taille qui peut atteindre une longueur maximale de 13 cm pour les mâles .
Le corps est fin, relativement allongé, sa bouche est terminale et la coloration du corps varie en fonction des phases de maturité ainsi que selon les zones de distribution.
En phase juvénile, le labre possède un corps blanc avec quatre lignes noires longitudinales qui s'étendent du bout du museau à l'extrémité de la nageoire caudale pour ce qui concerne l'Australie et la côte orientale de la Papouasie-Nouvelle-Guinée. Pour le reste de l'aire de distribution, le labre a une couleur de fond blanche avec également les quatre lignes longitudinales noires. Cependant, ces dernières s'estompent juste avant le pédoncule caudal. La nageoire caudale est jaune.
En phase initiale et terminale, les couleurs dominantes bleu-gris pour la partie antérieure du corps et jaune pour la partie postérieure se développent avec un dégradé à leur jonction. Une tache noire est visible sur les premiers rayons de la nageoire dorsale.

## Distribution & habitat
Le labre bicolore est présent dans les eaux tropicales et subtropicalesde l'ouest de l'Océan Pacifique soit de l'Indonésie aux Philippines en passant par l'Australie et la Nouvelle-Calédonie au sud du Japon.
Le labre bicolore apprécie les lagons et les récifs ouverts sur la mer dans des zones riches en corail et peut être vu aussi sur le fond de large cavités et ce de la surface jusqu'à 40 mètres de profondeur ,,. 

## Biologie
Le labre bicolore est un prédateur qui se nourrit essentiellement de petits invertébrés comme des crustacés, des mollusques, des vers, des échinodermes qu'il capture sur le substrat ou dans le sable . Il vit et cherche sa nourriture de manière solitaire.
Comme la majorité des labres, le labre bicolore est hermaphrodite protogyne, à savoir que les individus commencent leur existence en tant que femelle et possèdent la capacité de devenir mâle plus tard.

## Statut de conservation
L'espèce ne fait face à aucune menace importante en dehors de la collecte pour le marché de l’aquariophilie, elle est toutefois classée en "préoccupation mineure"(LC) par l'UICN.